# Aegiochus glacialis
Aegiochus glacialis là một loài chân đều trong họ Aegidae. Loài này được Tattersall miêu tả khoa học năm 1920.